# Wertach-Kraftwerk
Das Wertach-Kraftwerk ist ein Wasserkraftwerk und ein Industrie- und Baudenkmal in Augsburg-Rosenau- und Thelottviertel. Es ist auch als das Wasserkraftwerk am Wertachkanal bekannt.
Das Kraftwerk wurde als Teil des „Augsburger Wassermanagement-Systems“ am 6. Juli 2019 in die Welterbeliste der UNESCO aufgenommen.
Das Wertach-Kraftwerk befindet sich an der Schießstättenstraße 19 beim Gollwitzer Steg, einer Fußgängerbrücke über die Wertach, die das Rosenau- und Thelottviertel mit Pfersee-Süd (Gollwitzerstraße) verbindet.

## Geschichte
Das Wertach-Kraftwerk wurde im Jahr 1920/1921 von der Stadt Augsburg zur Energieversorgung der Augsburger Straßenbahn erbaut. Zeitgleich legte man dafür den 1920 fertiggestellten Wertachkanal an, der den bereits 1884 gegrabenen Fabrikkanal, einen von der Wertach rechts abgeleiteten Seitenkanal, verlängert. Der Wertachkanal fließt unmittelbar rechts neben der Wertach an der Rosenau vorbei zum Kraftwerk hin und speist im weiteren Verlauf den Holzbach und Senkelbach. Das Flussbett der Wertach ist an dieser Stelle heute sehr viel tiefer als der Wertachkanal.
Das Kraftwerk ist ein Walmdachbau über einem L-förmigen Grundriss, dessen langer Schenkel quer über dem Wertachkanal errichtet ist. An der Traufe ist es mit einem umlaufenden Zahnschnittfries ausgestattet. Eine in die Fassade über dem rundbogigen Haupttor eingelassene Bauinschrift zeigt als Relief einen Greif, der auf seinem Rücken eine Zirbelnuss trägt; darüber die Inschrift A.D. 1921.

## Technik
Das Kraftwerk arbeitet heute noch mit Maschinensätzen aus der Entstehungszeit. Es wurde mit Francis-Zwillingsturbinen von Escher Wyss ausgestattet (Durchsatz 1,25 m³/s, Fallhöhe 4 m, Drehzahl 150/min, Leistung 460 kW). Die Generatoren sind ein Drehstromgenerator, ein Gleichstromgenerator sowie eine Erregermaschine (alle von Siemens-Schuckertwerke). Bei Minderwasser, „Bachauskehr“ oder Reparaturen wurde der Drehstromgenerator als Drehstrommotor betrieben. Er trieb dann den Gleichstromgenerator an, so dass die Stromversorgung der Straßenbahn sichergestellt war.
Das Kraftwerk befindet sich heute in privater Hand. Es liefert heute ausschließlich Wechselstrom; die Gleichstrommaschinen laufen leer mit. Die Turbinentechnik wurde 2007 erneuert, um mit einer amtlich reduzierten Wassermenge die Leistung von 3,5 Millionen Kilowattstunden pro Jahr (400 kW) zu erbringen.